# Delimitación natural entre los océanos Pacífico y Atlántico Sur por la zona de fractura Shackleton

Mapa que muestra la propuesta presentada por la tesis denominada «Delimitación natural entre los océanos Pacífico y Atlántico Sur por la zona de Fractura Shackleton».

La delimitación natural entre los océanos Pacífico y Atlántico Sur por la zona de Fractura Shackleton es el título de una teoría científica desarrollada en Chile y otros países en la cual se postula que el límite entre el océano Pacífico sudoriental y el océano Atlántico sudoccidental no sería el llamado «meridiano del cabo de Hornos», sino que es la zona de Fractura Shackleton, dorsal mediooceánica y cadena orográfica submarina la cual une el archipiélago de Tierra del Fuego con el continente antártico. Además considera el límite convencional del océano Antártico en el paralelo 60°S.

## Teoría científica
Los investigadores Juan Ignacio Ipinza Mayor y Cedomir Marangunic Damianovic plantean la teoría científica en que la separación de los océanos Pacífico y Atlántico «se podría confirmar a partir de la denominada Zona de Fractura Shackleton (...) el límite se encuentra entonces al este del llamado Meridiano del cabo de Hornos».
En 2019 la revista científica La Geología es Noticia publicó «La ZFS separa placas tectónicas y océanos, al este la Placa de Scotia
y al oeste la Placa Antártica (que incluye la antigua Placa Phoenix), y al este el Océano Pacífico y al oeste el Océano Atlántico.»
En 2004 La Sociedad Geológica de Estados Unidos en el artículo científico titulado Zona de fractura de Shackleton: ninguna barrera para la circulación circumpolar temprana del océano plantea que: «la Zona de Fractura de Shackleton podría haber bloqueado la puerta hasta principios del Mioceno. Las pruebas geofísicas y geoquímicas presentadas aquí sugieren que la zona de fractura de Shackleton es una dorsal oceánica transversal».